# Odpojovač

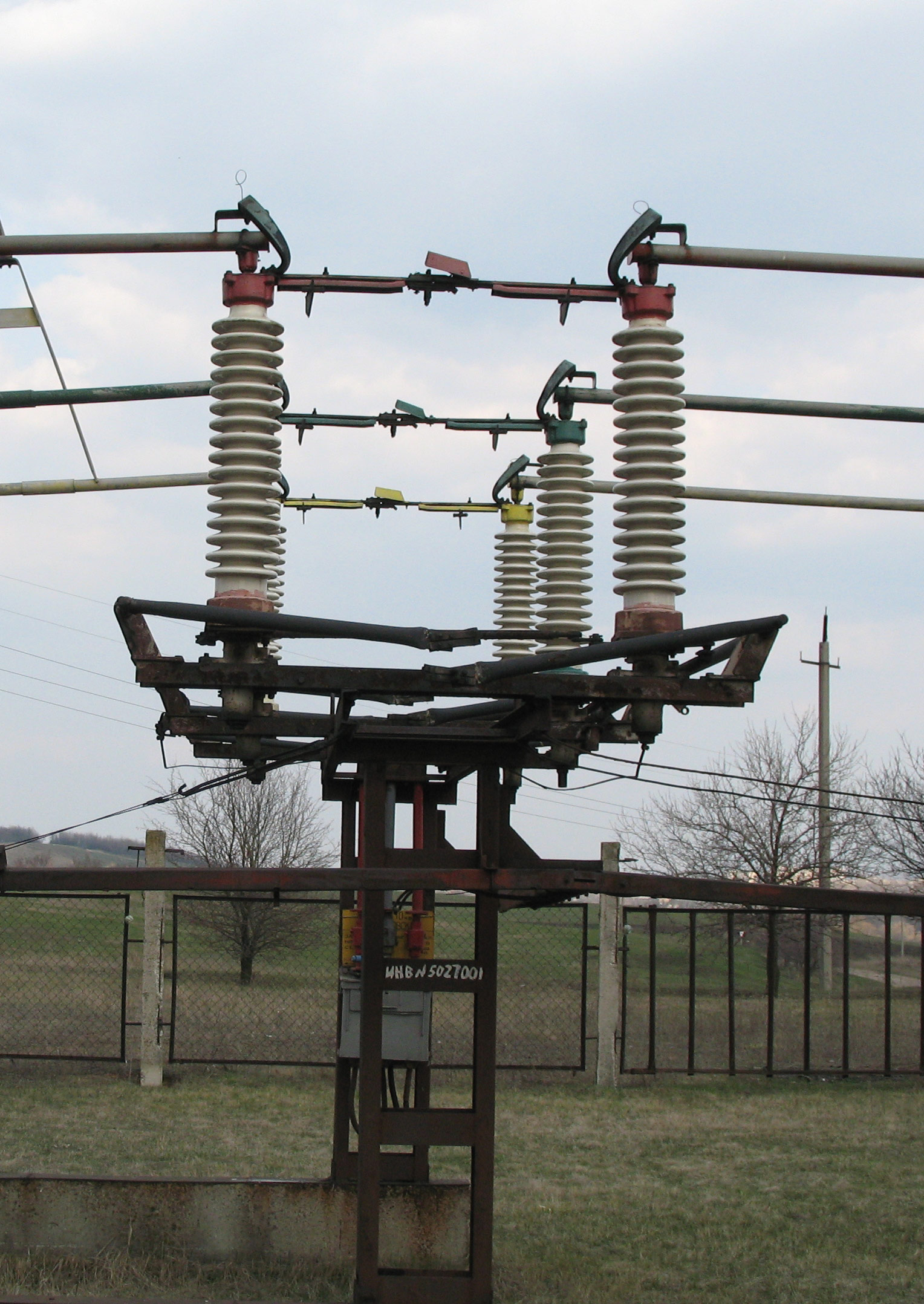
Vysokonapěťový odpojovač

Odpojovač je elektrický přístroj, který slouží k zapojování a odpojování nezatížených elektrických obvodů a k viditelnému odpojení elektrických zařízení od napájecího napětí. Na rozdíl od spínače a odpínače neobsahuje zhášecí komoru, takže k odpojení nesmí dojít v situaci, kdy je obvod zatížen a odpojovačem protéká elektrický proud. Vlivem kapacitních proudů může dojít k elektrickému oblouku i při odpojování nezatíženého obvodu, nicméně s takovým obloukem konstrukce odpojovače počítá. Přípustné je i odpojování magnetizačního proudu nezatížených transformátorů.
Používá se například jako bezpečnostní pojistka při opravách vysokonapěťových zařízení, nebo k připojování a odpojování krátkých venkovních či kabelových vedení a menších transformátorů.
Odpojovač bývá často kombinován s uzemňovačem. Konstrukčně velmi podobným zařízením je přepojovač, který umožňuje spínat dva různé elektrické obvody.
Specifickým druhem odpojovačů jsou úsečníky.
Úsečníky jsou zařízení pouze pro VN (vysoká napětí), jsou ručně (mechanicky) ovládané, výhodou úsečníků je, že mohou vypínat jmenovité proudy.